# Hudson (Indiana)
Hudson és una població dels Estats Units a l'estat d'Indiana. Segons el cens del 2000 tenia 596 habitants.

## Demografia
Segons el cens del 2000, Hudson tenia 596 habitants, 212 habitatges, i 154 famílies. La densitat de població era de 280,6 habitants/km².
Dels 212 habitatges en un 40,1% hi vivien nens de menys de 18 anys, en un 61,3% hi vivien parelles casades, en un 6,1% dones solteres, i en un 26,9% no eren unitats familiars. En el 21,7% dels habitatges hi vivien persones soles el 3,8% de les quals corresponia a persones de 65 anys o més que vivien soles. El nombre mitjà de persones vivint en cada habitatge era de 2,81 i el nombre mitjà de persones que vivien en cada família era de 3,27.
Per edats la població es repartia de la següent manera: un 32,4% tenia menys de 18 anys, un 7,9% entre 18 i 24, un 34,4% entre 25 i 44, un 18,1% de 45 a 60 i un 7,2% 65 anys o més.
L'edat mediana era de 30 anys. Per cada 100 dones de 18 o més anys hi havia 104,6 homes.
La renda mediana per habitatge era de 42.321$ i la renda mediana per família de 44.792$. Els homes tenien una renda mediana de 30.000$ mentre que les dones 24.954$. La renda per capita de la població era de 17.282$. Entorn del 3,2% de les famílies i el 4,3% de la població estaven per davall del llindar de pobresa.

## Poblacions més properes
El següent diagrama mostra les poblacions més properes.